# Escudo de Baskortostán
El escudo de armas de Baskortostán es el escudo nacional de esa república federativa de Rusia.

## Diseño
El emblema de la República de Baskortostán es un monumento a Salavat Yulaev en contra de la salida del sol y sus rayos, inscrito en el círculo enmarcado con el ornamento nacional. A continuación se muestra la inflorescencia Kurai, un símbolo de coraje de los pueblos. Cinta, pintada en los colores de la bandera nacional de la República de Baskortostán, con una inscripción en un campo de plata "Башкортостан" (en español:"Baskortostán"). En la imagen a color del emblema monumento a Salavat Yulaev y ornamento - dorado, flor Kurai - verde, el sol naciente - dorados rayos de luz del sol - fondo amarillo entre el monumento y el ornamento - blanco, círculo interior y exterior - color dorado oscuro.

## Historia
La primera versión del escudo de la República Autónoma Socialista Soviética de Baskiria fue creada en 1925. Era muy similar al Escudo de la RSFS de Rusia, pero con las inscripciones en baskir. En 1937, fue modificado para parecerse más al emblema de la RSFSR. En 1978, fue modificado nuevamente, basándose en la nueva versión del emblema de la RSFS de Rusia.

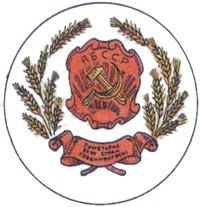
Primera versión (1925-1927)
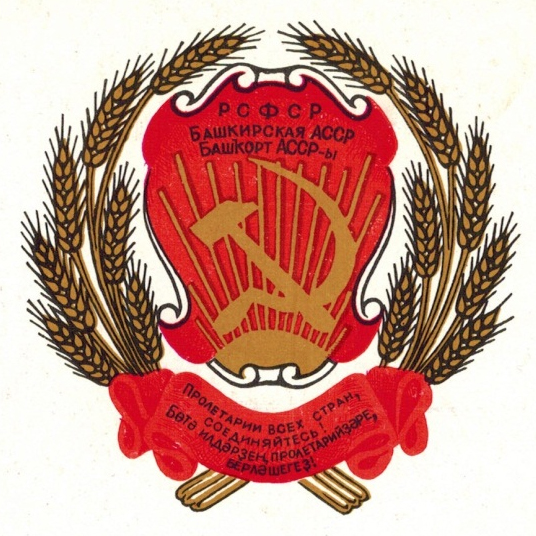
Segunda versión (1937-1978)
Tercera versión (1978-1992)

- Datos: Q2393137